# Herrn Filip Collins Abenteuer
Pour plus de détails, voir Fiche technique et Distribution.
Herrn Filip Collins Abenteuer (en français Les Aventures de M. Philippe Collin) est un film allemand réalisé par Johannes Guter sorti en 1926.
Il s'agit de l'adaptation du roman de Frank Heller (sv).

## Synopsis
Filip Collin travaille comme avocat à Londres et est soupçonné de détournement de fonds par le biais d'un stratagème du méchant escroc Austin Bateson. Le prétendu clairvoyant Bateson, qui a trompé et volé de nombreux clients crédules, a répandu ce soupçon parce qu'il voulait nuire à Collin. Parce que l'avocat s'intéresse à la même riche dame, la nièce de l'armateur Alice Walters, que Bateson avait également à l'œil. Filip reçoit l'aide inattendue d'un pickpocket notoire nommé Cuffler, le "président" d'une coopérative de voleurs et en même temps professeur dans une "académie de vol à la tire". L'avocat de la défense l'avait une fois aidé à sortir d'un imbroglio au tribunal. Ensemble, Collin et Cuffler élaborent un plan pour arrêter Bateson et se venger de son plan machiavélique.

## Fiche technique
- Titre original : Herrn Filip Collins Abenteuer
- Réalisation : Johannes Guter
- Scénario : Robert Liebmann (de)
- Direction artistique : Rudi Feld
- Photographie : Carl Hoffmann
- Producteur : Erich Pommer
- Société de production : UFA
- Société de distribution : UFA
- Pays de production : Allemagne  République de Weimar
- Langue : allemand
- Format : Noir et blanc - 1,33:1 - 35 mm
- Genre : Comédie policière
- Durée : 2 478 m
- Dates de sortie :
  - Allemagne  République de Weimar : 19 février 1926.
  - Finlande : 16 août 1926.
  - Hongrie : 7 octobre 1926.

## Distribution
- Georg Alexander : Filip Collin
- Ossi Oswalda : Daisy Cuffler
- Adolf E. Licho : le président Cuffler, son père
- Elisabeth Pinajeff : Alice Walters
- Alexander Murski (de) : Reeder John Walters, son oncle
- Erich Kaiser-Titz : Austin Bateson
- Paul Biensfeldt : son frère

et Karl Victor Plagge (de), Hans Junkermann, Karl Platen

## Source de traduction
- (de) Cet article est partiellement ou en totalité issu de l’article de Wikipédia en allemand intitulé « Herrn Filip Collins Abenteuer » (voir la liste des auteurs).

1. ↑  (en) Ursula Hardt, From Caligari to California : Erich Pommer's Life in the International Film Wars, Berghahn Books, 1996, 256 p. (ISBN 9781571810250, lire en ligne), p. 235